# Selfie

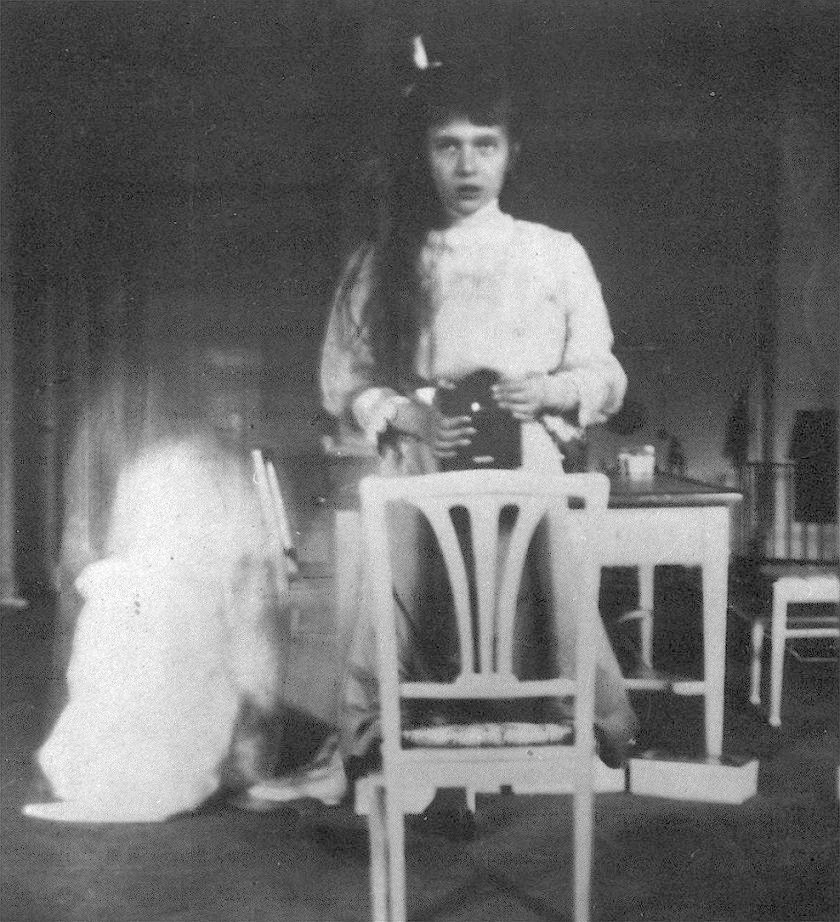
Wielka Księżna Anastazja Nikołajewna przy jednym z pierwszych nastoletnich autoportretów przy użyciu lustra i aparatu Kodak Brownie, około 1914 roku

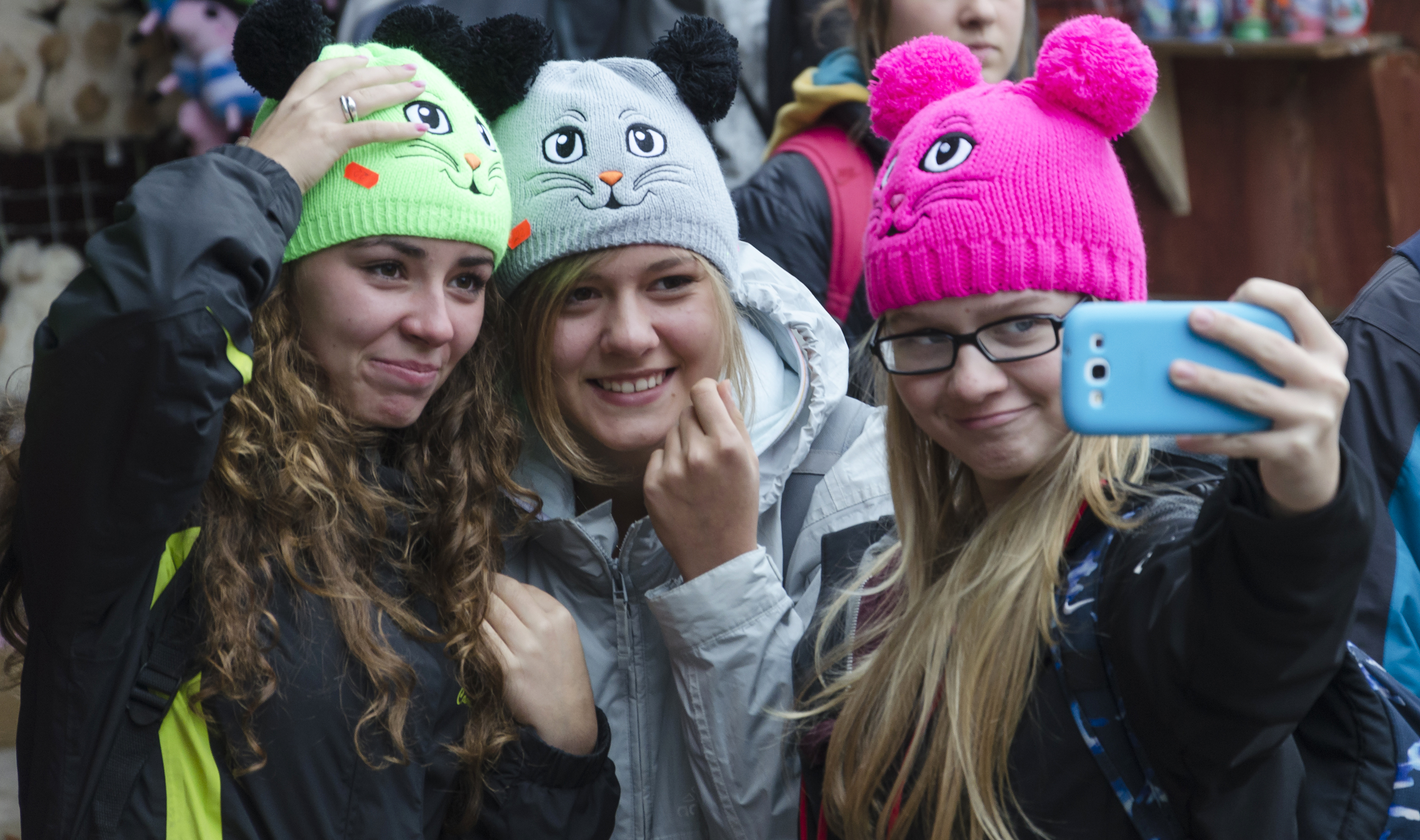
Nastolatki robiące selfie

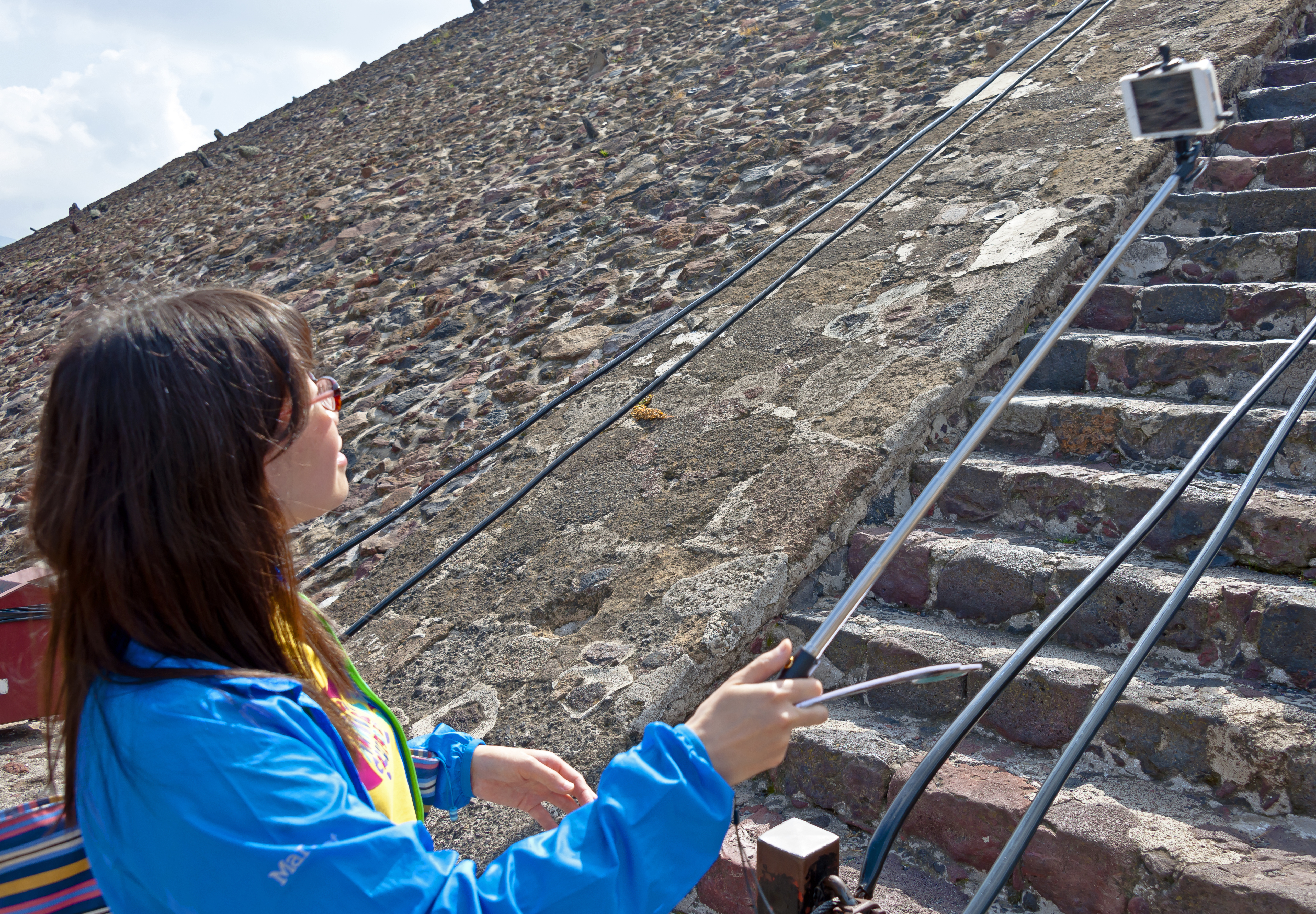
Selfie z użyciem selfie sticka

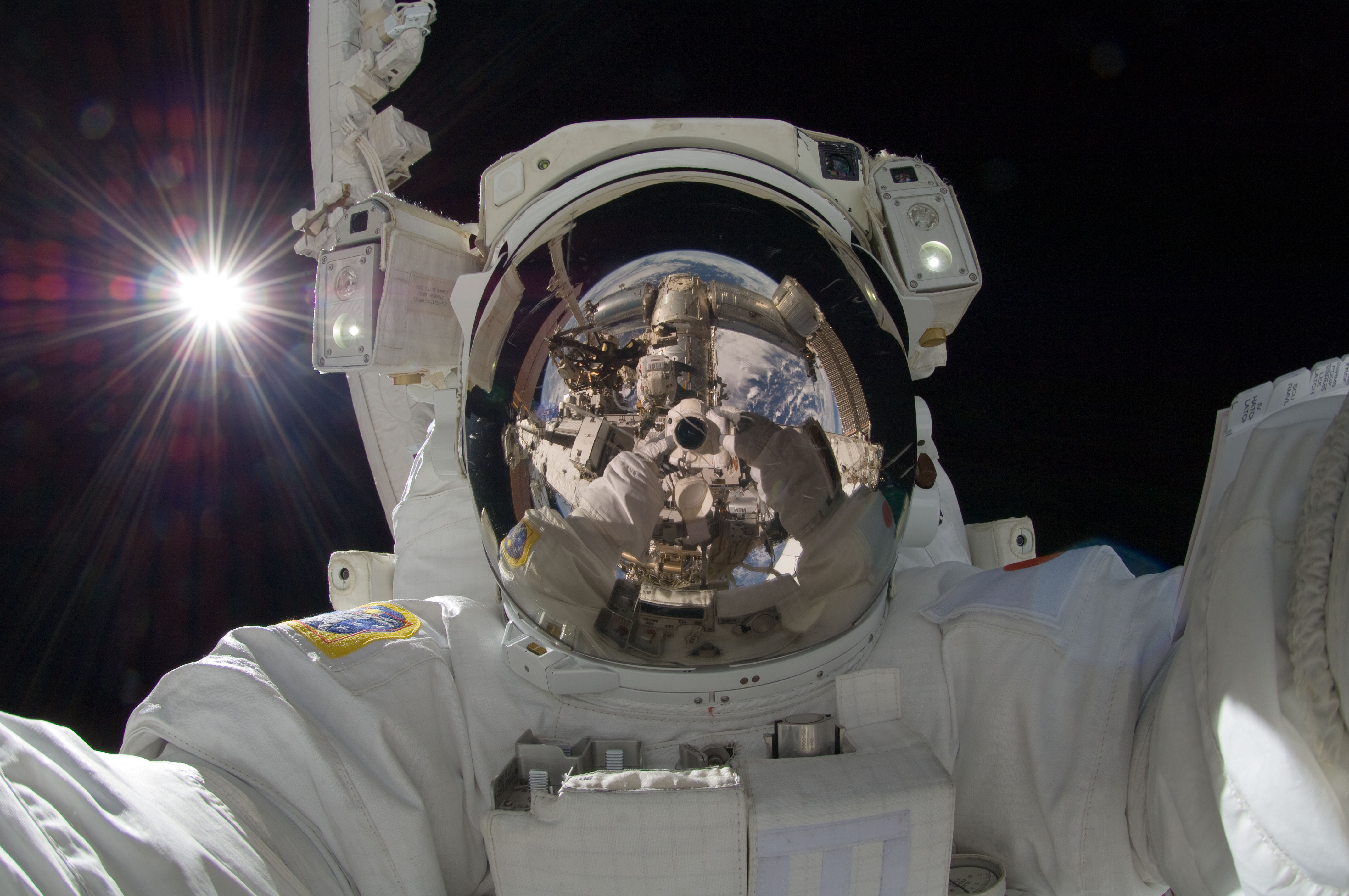
Akihiko Hoshide, astronauta JAXA oraz inżynier pokładowy Ekspedycji 32 używa cyfrowego aparatu fotograficznego do wykonania fotografii swojego hełmu podczas trzeciego w czasie tej ekspedycji spaceru kosmicznego

Selfie – rodzaj fotografii autoportretowej, zazwyczaj wykonywanej z trzymanego w ręku lub na kijku do selfie aparatu cyfrowego, kamery lub telefonu komórkowego. Fotografia przedstawia zazwyczaj samego siebie (w tym przypadku osobę, która się fotografuje) lub odbicie tej osoby w lustrze. Selfie są związane z mediami społecznościowymi (Facebook, Twitter, Instagram), ponieważ tam najczęściej są umieszczane. Selfie może przedstawiać również grupę osób, gdzie jedna z nich posługując się rejestratorem obrazu (np. telefonem) robi fotkę. Takie selfie określane są jako „grupowe selfie”.

## Historia
Pierwszy autoportret wykonał Robert Cornelius w 1839 r. siadając na fotelu przed obiektywem na nieco ponad minutę, a następnie samemu zakrywając obiektyw. Zdjęcie to można uznać za pierwsze wykonane kiedykolwiek selfie.
Rozwój fotograficznych autoportretów związany jest z powstaniem przenośnego aparatu – Kodak Brownie w 1900 roku. Metodą fotografowania samego siebie było zazwyczaj odbicie w lustrze lub ustawienie aparatu w pobliżu lub na statywie i kadrowaniu przez wizjer w górnej części okna.
Rosyjska Wielka Księżna Anastazja Nikołajewna w wieku 13 lat była jedną z pierwszych nastolatek robiących sobie zdjęcie za pomocą lustra, aby wysłać je do przyjaciela.
Najwcześniejsze użycie słowa z selfie można odnaleźć w 2002 roku. Po raz pierwszy pojawiło się w australijskim forum internetowym (ABC Online) – 13 września 2002 roku jeden z użytkowników zamieścił zdjęcie własnej twarzy i dodał komentarz:

Um, drunk at a mates 21st, I tripped ofer [sic] and landed lip first (with front teeth coming a very close second) on a set of steps. I had a hole about 1cm long right through my bottom lip. And sorry about the focus, it was a selfie.

## Popularność
W roku 2000, jeszcze przed rozpowszechnieniem mediów społecznościowych w Internecie i dominującego w nich Facebooka, samodzielne wykonane fotografie były szczególnie powszechne na MySpace.
Pisarka Kate Losse mówi, że w latach 2006 – 2009 (gdy Facebook stał się bardziej popularny niż MySpace), użytkownicy publikujący zdjęcia typu „selfie” (wtedy zdjęcia w lustrze z oślepiającym światłem) zostali określeni jako posiadający zły smak.
Pierwsze portrety publikowane na portalu Facebook, w przeciwieństwie do tych wcześniejszych na MySpace były zwykle dobrze ukierunkowane i bardziej formalne.
W 2009 roku dzięki stronie internetowej flickr.com pozwalającej przesyłać i zamieszczać zdjęcia i filmy w Internecie (image hosting i video hosting), użytkownicy Flickr używali określenia „selfies” do opisania niekończących się autoportretów wysłanych przez nastoletnie dziewczyny. Według Kate Losse, ulepszenia w konstrukcji telefonów komórkowych, zwłaszcza aparatu fotograficznego oraz utworzenia aplikacji takich jak Instagram doprowadziło do odrodzenia selfie w 2010 roku.
Początkowo selfie popularne były głównie wśród młodych ludzi, jednakże obecnie są równie popularne wśród dorosłych osób
W grudniu 2012 roku, magazyn Time opublikował, że określenie „selfie” znalazło się wśród „10 najmodniejszych słów” w 2012 roku. Według badań przeprowadzonych w 2013 roku, dwie trzecie australijskich kobiet w wieku 18-35 zamieszczało najczęściej zdjęcia typu selfie na Facebooku. Sondaż przeprowadzony na zlecenie producenta smartfonów i aparatów Samsung stwierdził, że 30 procent selfie wykonują osoby w wieku od 18 do 24 lat. Od 2013 r. słowo "selfie" stało się na tyle powszechne, że mogło zostać włączone do wersji online słownika Oxford English Dictionary. W listopadzie 2013 r. słowo „selfie” zostało ogłoszone jako „Słowo roku” przez Oxford English Dictionary.

## Niebezpieczeństwa
Popularność selfie spowodowała, że ludzie zamieszczali swoje zdjęcia na miejscach typu klify, zbocza, mosty itd. Poprzez nieuwagę wiele osób wypadło z takich miejsc podczas pozowania i zginęło wskutek upadku.
Szacuje się, że w przeciągu ostatnich 2 lat, podczas wykonywania selfie straciło życie 127 osób.

## W sztuce współczesnej
W 2013 roku artysta Patrick Specchio i Museum of Modern Art przedstawił wystawę o nazwie Art in Translation: Selfie, The 20/20 Experience, w którym widzowie używali dostarczonego aparatu cyfrowego do fotografowania siebie w dużym lustrze.
W 2014 roku amerykański duet The Chainsmokers wydał utwór #SELFIE traktujący o tym zjawisku. W teledysku do utworu pojawiły się selfie takich osób jak m.in. Snoop Dogg, Steve Aoki, czy David Hasselhoff.
Artysta Shahak Shapira w swoim projekcie YOLOCAUST zajął się wesołymi zdjęciami zrobionymi w berlińskim Holocaust Memorial, które zestawił ze wstrząsającymi zdjęciami wykonanymi przez niemieckich hitlerowców w czasie II wojny światowej. Celem pracy było zwrócenie uwagi na głęboką niestosowność selfie wykonanego w takim miejscu pamięci. Wszyscy autorzy wykorzystanych zdjęć przeprosili za to, co zrobili, a akcja uświadomiła im głęboką niestosowność takich kadrów.